# Neophrynichthys heterospilos
Neophrynichthys heterospilos är en fiskart som beskrevs av Jackson och Nelson 2000. Neophrynichthys heterospilos ingår i släktet Neophrynichthys och familjen paddulkar. Inga underarter finns listade i Catalogue of Life.